# Сумароковская
Сумароковская — деревня в Верхнетоемском муниципальном округе Архангельской области России.

## География
Деревня находится в юго-восточной части Архангельской области, в подзоне средней тайги, в пределах северной окраины Восточно-Европейской равнины, на правом берегу реки Северная Двина, на расстоянии примерно 1 километра (по прямой) к востоку от села Верхняя Тойма, административного центра округа.

### Часовой пояс
Сумароковская, как и вся Архангельская область, находится в часовой зоне МСК (московское время). Смещение применяемого времени относительно UTC составляет +3:00.

## Население
| 2002 | 2010 | 2012 |
| ---- | ---- | ---- |
| 25   | ↗46  | ↗48  |

### Национальный состав
Согласно результатам переписи 2002 года, в национальной структуре населения русские составляли 100 %.
ъхх
1. 1 2  Список населённых пунктов муниципального образования «Верхнетоемское» на 1 января 2012 года
2. ↑  Приказ Министерства природных ресурсов Российской Федерации от 28 марта 2007 г. № 68 «Об утверждении Перечня лесорастительных зон и лесных районов Российской Федерации»
3. ↑  Схема территориального планирования Верхнетоемского муниципального района. Федеральная государственная информационная система территориального планирования (ФГИС ТП). Дата обращения: 25 апреля 2022. Архивировано 19 февраля 2022 года.
4. ↑  Федеральный закон от 03.06.2011 № 107-ФЗ «Об исчислении времени», статья 5 (3 июня 2011).
5. ↑  Всероссийская перепись населения 2002 года
6. ↑  Всероссийская перепись населения 2010 года. Численность по муниципальным образованиям и населенным пунктам Архангельской области
7. ↑  Коряков Ю. Б.. База данных «Этно-языковой состав населённых пунктов России». Дата обращения: 25 апреля 2022. Архивировано 5 февраля 2022 года.